# گریت ماکریل بیچ، نیو ساوت ولز
گریت ماکریل بیچ (به انگلیسی: Great Mackerel Beach) یک حومه شهر در استرالیا است که در نیو ساوت ولز واقع شده‌است. این حومه حدود ۴۳ کیلومتری شمال منطقه کسب و کار مرکزی سیدنی قرار دارد، از سال ۲۰۱۶ در منطقه شهرداری شورای سواحل شمالی، سیدنی، نیو سات ولز، استرالیا، که قبلاً بخشی از شورای پیتووت بود قرار دارد. موقعیت جغرافیایی آن در سواحل غربی پیت واتر در پارک ملی کو-رینگ-کوای کیس در کنار ساحل کورا ونگ و در نزدیکی ساحل پالم قرار دارد.